# Троїцький монастир (Муром)
Свято-Троїцький жіночий монастир (рос. Свя́то-Тро́ицкий же́нский монасты́рь) — монастир Муромської єпархії Російської православної церкви, розташований в Муромі. Відомий тим, що в ньому зберігаються мощі святих Петра і Февронії, які вважаються в Росії покровителями сім'ї та шлюбу.

## Історія
Монастир було засновано у другій чверті XVII століття (1643) муромським купцем Тарасієм Борисовичем Цвєтновим. На думку ряду краєзнавців монастир заснований на місці так званого «старого городища», де спочатку в період XI–XIII століть розташовувався дерев'яний кафедральний собор на честь святих Бориса і Гліба, а пізніше існував дерев'яний Свято-Троїцький храм.

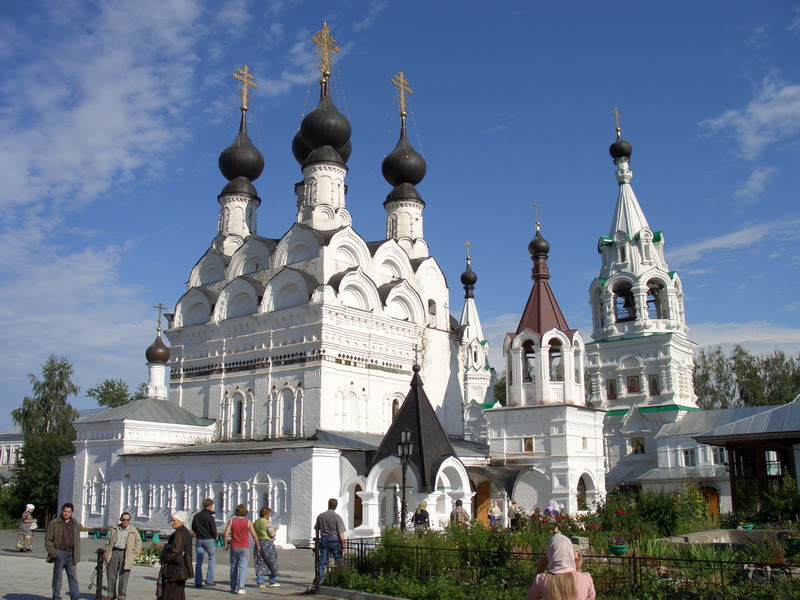
Свято-Троїцький собор (1643)

У 1642–1643 роках на місці дерев'яного храму був зведений Свято-Троїцький кам'яний собор, що зберігся до цього часу. У 1643 році Тарасій Цвєтнов просив у єпископа Рязанського і Муромського дозволу на заснування при соборі монастиря, і таку згоду він отримав.
Головною прикрасою Свято-Троїцького собору є ковані золочені хрести — шедеври ковальської роботи муромських умільців XVII століття, — і поливні кахлі того ж століття з різноманітними орнаментами. Кахлі надають Троїцькому собору особливу витонченість і неповторну своєрідність, що відрізняє його від інших муромських храмів. Стиль, в якому створено цей собор, називається російське узороччя.
У 1648–1652 роках у південній частині монастиря на одному фундаменті були побудовані надбрамна шатрова церква в ім'я Казанської ікони Божої Матері і прорізна багатоярусна дзвіниця.
У 1923 році монастир був закритий. У 1975 році на територію монастиря був привезений дерев'яний храм на честь преподобного Сергія Радонезького з сусіднього Меленковського району, який є пам'яткою дерев'яного зодчества XVIII століття.

## Відновлення обителі
Відкриття Свято-Троїцького монастиря після передачі його Російської Православної Церкви відбулося в день пам'яті святих страстотерпців Бориса і Гліба — 15 травня 1991 року. 22 травня 1991 року в монастир приїхала черниця Ризького Свято-Троїце-Сергієвого монастиря Тавіфа (Горланова), яка очолила пізніше обитель у сані ігумені.
При монастирі діють кілька подвір'їв: Хрестовоздвиженське (в Муромі), Богородицьке (с. Мішино, Муромського району), Богородицьке (Камешковського району, Владимирської області).
З 2001 року при монастирі було відкрито пансіонат «Надія» для неповнолітніх та людей похилого віку. Також під піклуванням монастиря знаходяться кілька в'язниць, колонія для неповнолітніх, військова частина, муромське товариство інвалідів-візочників «Фенікс».

## Святині монастиря

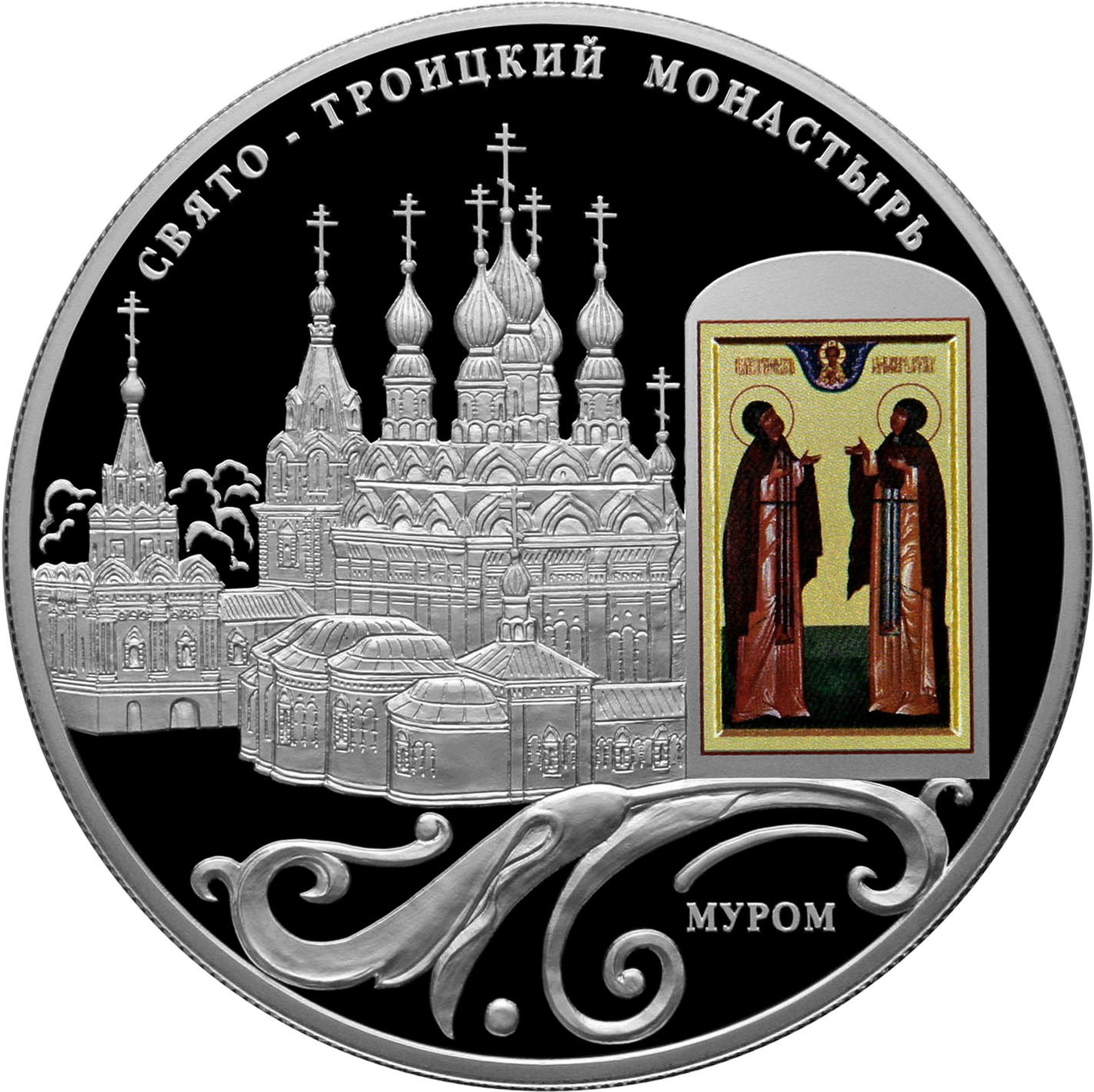
Пам'ятна монета Банку Росії

З моменту заснування монастиря тут зберігався Віленський хрест-мощевик — одна з перших святинь монастиря. 15 травня 1996 року до п'ятиріччя відродження обителі, давня монастирська святиня була повернута обителі з міського історико-художнього музею.
Головною святинею обителі є мощі святих благовірних князя Петра і княгині Февронії, які були перевезені з місцевого музею 19 вересня 1992 року. До 1921 року мощі знаходились у міському Різдвяному соборі.
У монастирі також зберігається посох, останньої перед закриттям монастиря в 1923 році, ігумені Рипсимії (Слюняєвої).

## Настоятельки
- ігуменя Тавіфа (Горланова) (1991—2016)
- ігуменя Арсенія (Москокова) (з 15 жовтня 2018)